# Kute Keramil
Kute Keramil is een bestuurslaag in het regentschap Aceh Tengah van de provincie Atjeh, Indonesië. Kute Keramil telt 302 inwoners (volkstelling 2010).